# 海因里希·菲舍尔
海因里希·菲舍尔（德語：Heinrich Fischer，1950年1月12日—），瑞士男子赛艇运动员。他曾代表瑞士参加1972年夏季奥林匹克运动会赛艇比赛，搭档阿尔弗雷德·巴赫曼获得男子双人单桨无舵手银牌。